# University of British Columbia
University of British Columbia (UBC) er et offentligt forskningsuniversitet beliggende i British Columbia i Canada. Universitetet blev grundlagt i 1908 som McGill University College of British Columbia og blev i 1915 uafhængigt og ændrede navn til sit nuværende. Det er British Columbias ældste højere læreanstalt og har i dag over 60.000 studerende ved sine afdelinger i Vancouver og i Kelowna i Okanagan Valley. De fleste studerende er tilknyttet de fem største fakulteter: Arts, Science, Applied Science, Medicine og Sauder School of Business.
Ifølge de årlige ranglister over universiteter er UBC blandt de tre bedste canadiske universiteter, og blandt de 30-40 bedste offentlige universiteter i verden. Syv forskere og tidligere studerende ved UBC har modtaget Nobelprisen og tre af Canadas premierministre har læst ved UBC, herunder landets nuværende (2017) premierminister Justin Trudeau.
Universitets bibliotek, UBC Library, er med 9,9 millioner eksemplarer et af de største forskningsbiblioteker i Canada.
UBC har siden 1968 været hjemsted for Canadas nationallaboratorium for partikel- og kernefysik, der råder over verdens største cyklotron. Andre faciliteter og institutioner omfatter The Chan Centre for the Performing Arts, The Beaty Biodiversity Museum med mere end 2 millioner genstande i sin samling, UBC Botanical Garden and Centre for Plant Research, The Nitobe Memorial Garden og Museum of Anthropology med mere end en halv million genstande.
UBC råder endvidere over to kollegier ('college'), der stilles til rådighed for kandidater: St. John's College og Green College.